# Velika loža Filipinov
Velika loža Filipinov je prostozidarska velika loža na Filipinih, ki je bila ustanovljena 18. decembra 1912.
Združuje 272 lož, ki imajo skupaj 14.336 članov.